# مک‌هنری (میسیسیپی)
مک‌هنری (به انگلیسی: McHenry) یک منطقهٔ مسکونی در ایالات متحده آمریکا است که در شهرستان استون، میسیسیپی واقع شده‌است. مک‌هنری ۷۸٫۰۳ متر بالاتر از سطح دریا واقع شده‌است.